# Caprimulgus meesi
El chotacabras de Mees (Caprimulgus meesi) es una especie de ave caprimulgiforme de la familia Caprimulgidae endémica de las islas menores de la Sonda. Fue descrito como una nueva especie en  2004. Su nombre conmemora a Gerlof Mees, un conservador del Centro de biodiversidad Naturalis. Se encuentra en las islas desde Sumba y Flores hasta Alor. 

## Taxonomía
Antes de ser reconocido como especie separada formaba parte del complejo del chotacabras macruro por la carencia de diferencias morfológicas. Sangster y Rozendaal (2004) describieron esta especie basándose en sus cantos, que son significativamente distintos a los de las subespecies de chotacabras macruro que viven en otras islas menores de la Sonda.